# Selenhofen
Selenhofen (auch: Selehoven, Sehlhofen, Selovia, Silovia) war eine Siedlung im Süden des römisch-frühmittelalterlichen Mainz. Als erste dokumentierte Eingemeindung kam Selenhofen in der zweiten Hälfte des 13. Jahrhunderts zu Mainz. Die bekannteste, mit Selenhofen verbundene, Persönlichkeit war Arnold von Selenhofen, von 1153 bis 1160 Erzbischof des Bistums Mainz. Heute entspricht das mittelalterliche Selenhofen der südöstlichen Altstadt rund um die Kirche St. Ignaz und ist traditionell unter der Bezeichnung „Vilzbach“ bekannt.

## Namensableitung
Der Name Selenhofen leitet sich höchstwahrscheinlich von einem merowingerzeitlichen Salhof ab, der südlich und außerhalb des alten spätrömischen Stadtmauerrings lag. Nach der Eingemeindung und Ummauerung Selenhofens nach Mainz behielt der nun neue südlichste Stadtteil von Mainz diesen Namen bei. In der Neuzeit setzte sich die Bezeichnung Vilzbach für den Stadtteil durch, die bis heute im traditionellen Mainzer Sprachgebrauch verwendet wird.

## Lage
Selenhofen entspricht dem heutigen Ignazviertel rund um die alte Selenhofener Pfarrkirche St. Ignaz. Die Siedlung lag in etwa zwischen der heutigen Holzstraße, die gleichzeitig die Abgrenzung zur Stadt war, unterhalb des Grabens rheinwärts und südlich ungefähr bis zur heutigen Dagobertstraße. Mittelpunkt der Siedlung war die Pfarrkirche St. Ignaz. Wahrscheinlich war die heutige Kapuzinerstraße zur damaligen Zeit die Hauptstraße der Siedlung gewesen. Noch südlicher grenzte die Siedlung Vilzbach an, die sich ungefähr in Höhe der Einmündung Holzhofstraße/Rheinallee (Standort Cinestar) befand. Getrennt wurden Selenhofen und Vilzbach durch den Wiesbach, der von der Zitadelle Richtung Rhein herunterfloss.

## Geschichte
Bei archäologischen Grabungen am Standort des heutigen Cinestar (Neutorstraße) wurden Reste eines umfangreichen Siedlungskomplexes aus späteströmischer Zeit (teils nach 430/440) gefunden, die somit direkt unterhalb des verfallenden römischen Theaters lagen. Die Besiedlung dieser so genannten „Theatersiedlung“ setzt sich nahtlos in frühmerowingischer Zeit fort; die Grabungen ergaben eine intensive merowinger- und karolingerzeitliche Siedlungstätigkeit. Möglicherweise ist in dieser, außerhalb des spätrömischen Mauerrings gelegenen, frühmittelalterlichen Siedlung der Kern für das spätere Selenhofen (oder auch Vilzbach, was nur eine geringe räumliche Veränderung bedeuten würde) zu sehen, der sich im Laufe des Hoch- und Spätmittelalters mehr und mehr in Stadtnähe verlagerte. Archäologisch gesichert ist jedenfalls, dass das südöstliche Vorfeld von Mainz, an dem sich im Lauf des Mittelalters die Siedlungen Selenhofen und Vilzbach herauskristallisieren, kontinuierlich in spätrömischer, merowinger- und karolingerzeitlicher Periode besiedelt war. Inwieweit eventuell auf früherem römischen Fiskalgrund eine merowingerzeitliche königliche oder vielleicht sogar bischöfliche Domäne („Salhof“), die namensgebend für Selenhofen gewesen sein könnte, existierte, ist nicht geklärt.
Selenhofen gehörte zum Sprengel der Pfarrkirche St. Ignaz, der über Selenhofen hinaus bis zum Kirschgarten und zur Grebenstraße reichte. Das Patrozinium geht auf Ignatius von Antiochien zurück und weist damit auf eine Kirchengründung in fränkischer Zeit um etwa 800 hin. Bezeugt ist ein romanischer Kirchenbau, der später in gotischer Bauweise erweitert wurde. Da die Kirche Anfang des 18. Jahrhunderts stark baufällig war, wurde sie abgerissen und an ihrer Stelle von 1763 bis 1774/75 eine neue Kirche im klassizistischen Stil erbaut.
Ab Beginn des 12. Jahrhunderts wird Selenhofen mehrfach im Zusammenhang mit einer gleichnamigen und von dort stammenden erzstiftischen Ministerialen- und Offiziatenfamilie erwähnt und beurkundet. Bekanntester Vertreter des Geschlechts war Arnold von Selenhofen, von 1153 bis zu seiner Ermordung 1160 durch Mainzer Bürger Erzbischof von Mainz.
Mit der Eingemeindung und Ummauerung von Selenhofen Mitte des 13. Jahrhunderts wurde auch der Neuturm als Teil der Befestigung gebaut. Der Neuturm wurde erstmals 1366 erwähnt ersetzte als Befestigungs- und Torturm die bis dahin dort vorhandene romanische Wingertspforte. Umbaumaßnahmen zu Beginn des 15. Jahrhunderts gaben dem Bauwerk, heute als Holzturm bekannt, sein heutiges gotisches Erscheinungsbild. Der Neuturm war der südöstlichste Eckpunkt der neu gebauten Mainzer Stadtmauer und zugleich auch Selenhofens.
Mit der endgültigen Aufgabe des vor der südlichen Stadtmauer gelegenen Dorfes Vilzbach nach dessen Niederbrennung durch schwedische Truppen 1635 kam es zur Übersiedlung der Dorfbevölkerung in das von der Pest und durch Kriegswirren entvölkerte benachbarte Selenhofen. Den Namen ihres aufgegebenen Dorfes, das bereits seit dem 12. Jahrhundert rechtlich und wirtschaftlich eng mit der Stadt Mainz verbunden war, übertrugen diese auf den nun neu bezogenen Stadtteil und Selenhofen wurde im täglichen Sprachgebrauch zu Vilzbach.

## Bevölkerung
Selenhofens Bevölkerung setzte sich vor allem aus Schiffern und Fischern zusammen und war verhältnismäßig arm. Dazu kamen noch die Weinschröter. Diese Zunft war für den Transport der Weinfässer verantwortlich und Selenhofen war Sitz der – bezogen auf den Rheinlauf – „oberen Weinschröter“ in Mainz.